# فرگشت‌پذیری

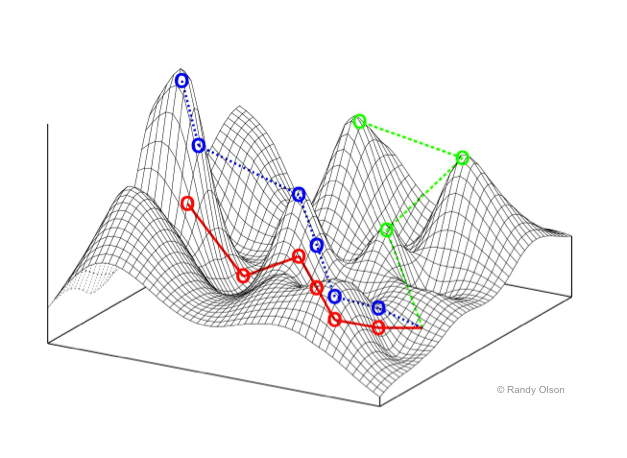
توضیحات: این تجسم دو بعد منظره تطبیق NK است. محورهای X و Y ترکیبی از بیت ها را نشان می دهند که ژنوتیپ را رمزگذاری می کنند. ارتفاع قله ها نشان دهنده تطبیق یا موفقیت زاینده یا موجودات با آن ژنوتیپ خاص است. مسیرهای ترسیم شده روی چشم انداز مسیرهای مختلفی را نشان می دهد که یک جمعیت می تواند در حین تکامل در این چشم انداز تناسب اندام دنبال کند.

فرگشت‌پذیری، ظرفیت یک ساطبیق رگشت هماهنگ و منطبق با یکدیگر تعریف شده‌است. فرگشت‌پذیری توانایی یک جمعیت از جانداران است که نه فقط منجر به ایجاد تنوع ژنتیکی، بلکه سبب ایجاد تنوع‌ژنتیکی تطبیقی و در نتیجه فرگشت از راه انتخاب طبیعی است.